# ادموند هالی
ادموند هالی (به انگلیسی: Edmond Halley) (زاده ۸ نوامبر ۱۶۵۶ – درگذشته ۱۴ ژانویه ۱۷۴۲) منجّم، ژئوفیزیک دان، ریاضی‌دان، هواشناس، و فیزیک‌دان انگلیسی بود.

## مروری بر زندگی هالی
ادموند هالی در هشت نوامبر ۱۶۵۶ در هاگرستون لندن در یک خانواده اشراف‌زاده و متمول چشم به جهان گشود. پدرش کارخانه صابون‌سازی داشت. ادموند از همان دوران طفولیت زیر نظر مربیان درباری تحت تعلیم و تربیت قرار گرفت و از چهار سالگی علاقه خود را به دانستن ریاضیات نشان داد.
اکثر مردم با دنباله‌دار هالی آشنا هستند که هر ۷۴ تا ۷۸ سال یک بار از فراز کره زمین قابل مشاهده است.
البته این دنباله‌دار برای اولین بار در ۲۴۰ قبل از میلاد در چین دیده و ثبت شده اما ادموند هالی اولین فردی بود که دوره‌ای بودن آن را تشخیص داد. این دنباله‌دار آخرین بار در سال ۱۹۸۶ دیده شد و بار دیگر در ۲۰۶۱ مشاهده خواهد شد. ادموند هالی تنها در این زمینه به تحقیق نپرداخته بود، او دربارهٔ توخالی بودن کره زمین و حفره‌ها و کوه‌های موجود در مریخ و ماه نیز اکتشافاتی داشته‌است.
ادموند برای تحصیل علم به مدرسه اشراف‌زاده‌های سنت پل لندن فرستاده شد. او در مدرسه در دروس ریاضیات بهترین نمره را می‌گرفت و در سن ۱۶ سالگی توانست دیپلم خود را با بالاترین رتبه دریافت کند.
ادموند تصمیم گرفت برای تکمیل توشه‌بار علمیش به دانشگاه برود؛ برای همین در سال ۱۶۷۳ به دانشکده کوئین در دانشگاه آکسفورد رفت. در طی تحصیل در رشته ریاضیات به چاپ چند مقاله در زمینه منظومه شمسی و لکه‌های سیاه خورشید پرداخت. ادموند تا پایان تحصیلاتش در دانشگاه دوام نیاورد و در سال ۱۶۷۶ دانشکده را به قصد سفرهای ماجراجویی ترک کرد. هالی به جزایر سنت هلنا در اقیانوس اطلس جنوبی رفت و در آن‌جا جایابی (سکستانت) با دید تلسکوپی طراحی نمود تا بتواند فهرست ستاره‌های نیم‌کره جنوبی را در بیاورد. در آن‌جا او یکبار گذر مریخ را مشاهده نمود، و دریافت که با یکبار گذر ناهید می‌توان اندازهٔ دقیق منظومه شمسی را بدست آورد. او در سال ۱۶۷۸ به انگلیس و سپس به دانتزیگ (گدانسک) رفت تا به نزاع‌هایی علیه کشفیات منجمی به نام یوهانس هولیوس به دلیل عدم استفاده از تلسکوپ خاتمه دهد. هالی مدتی در کنار وی ماند و مشاهدات وی را بررسی و ارزیابی نمود. در سال ۱۶۷۹ هالی نتایج مشاهداتش در سنت هلنا را در کتاب فهرست ستاره‌های جنوب مشتمل بر ۳۴۱ ستاره جنوبی منتشر کرد. این دانش افزوده شده به نقشه ستاره‌ها وی را قابل مقایسه با تیکو براهه نمود، به عنوان مثال «تیکوی جنوبی» همان‌طور که در فلام استید توضیح داده شده‌است. وی در سن ۲۲ سالگی فوق لیسانسش را از دانشگاه آکسفورد گرفت و به عنوان عضو انجمن سلطنتی انتخاب شد.
کشفیات وی همچنان ادامه یافت تا این‌که وی پیشنهاد نمود که کره زمین از لایه‌های مختلف و یک هسته تشکیل شده‌است. هر لایه توسط اتمسفری از لایه دیگر جدا شده و هر لایه میدان مغناطیسی خود را دارد. به این صورت وی می‌خواست ناهماهنگی‌های موجود در قطب‌نماها را توجیه نماید. در سال ۱۷۱۶، هالی یک روش برای اندازه‌گیری دقیق فاصله بین زمین و خورشید با استفاده از اندازه‌گیری زمان‌بندی گذر سیارهٔ ناهید پیشنهاد نمود. در این‌صورت، وی از روش توضیح داده شده توسط جیمز گریگوری نویسنده کتاب توسعه بصری پیروی می‌کرد (در این کتاب تلسکوپ گرگورین نیز توضیح داده شده‌است). به نظر می‌آید که هالی نیز این کتاب را داشت و خوانده بود چون در آن ایام طراحی تلسکوپ‌ها از روی طرح گرگورین انجام می‌شد.

## شناسایی ستاره‌ها
او تحت نظر نیوتن به نمودار و رسم ستاره‌های مشاهده شده اش اقدام کرد. ادموند معتقد بود که ستاره‌های دنباله‌دار مانند سیارات احتمالاً دارای مدار بیضوی هستند. این بدان معنا بود که می‌توان ستاره‌های دنباله‌دار را ردیابی و بازگشت آن‌ها را محاسبه و حتی پیش‌بینی کرد. ادموند در پی تلاش و فعالیت خود در جهت شناخت ستاره‌ها، در ۲۸ نوامبر ۱۶۷۸ درست پس از بازگشت از سنت هلن به عضویت انجمن سلطنتی انتخاب شد. هالی با کمک قانون جاذبه نیوتن پیش‌بینی کرد که در ستاره دنباله داری که در سال‌های ۱۶۰۷ و ۱۶۸۲ از کنار زمین گذشته در سال ۱۷۵۸ نیز باز خواهد گشت. او مدتی را به پاریس رفت و در دانشگاه ستاره‌شناسی پاریس به تحقیق و بررسی بر روی عبور ستاره‌ها از فراز زمین مشغول شد.
ادموند در سال ۱۶۸۲ یک رصد خانه کوچک در آبلینگتون واقع در شمال لندن برپا کرد تا بهتر و بیشتر بتواند در این زمینه فعالیت کند. در ضمن به نوشتن چند کتاب برگرفته از نظریات و مشاهداتش پرداخت.
ادموند به این نتیجه رسید که ستارگان دنباله‌دار تفاوتی با ستارگان معمولی ندارند. او پیش‌بینی کرد هر ۷۵ الی ۷۸ سال یک بار ستاره هالی در فراز آسمان زمین مشاهده می‌شود. این فرضیه وی که ستارگان دنباله‌دار همانند سیارات به دور خورشید می‌چرخند مورد تأیید واقع شد. هالی در سال ۱۶۸۲ با یکی از دوستان دوران کودکی اش ازدواج کرد و حاصل این ازدواج دو پسر و یک دختر بود. او تفاوت‌های بین شمال جغرافیایی و شمال مغناطیسی اطراف کره زمین را مورد بررسی قرار داد به این امید که اطلاعات حاصله بتواند برای یافتن طول جغرافیایی مورد استفاده دریانوردان قرار گیرد. سپس به مقام معاونت دبیر کلی انجمن سلطنتی لندن نایل شد. ادموند مطالعات زیادی را روی بادهای ۳۰ درجه عرض شمالی و جنوبی خط استوا و بادهای موسمی نیز انجام داد. وی نتیجه مطالعات خود را دربارهٔ نوسانات مغناطیسی منتشر کرد.

## عمر تخمینی زمین
ادموند هالی تنها به ستارگان فکر نمی‌کرد بلکه سعی در تخمین سن زمین داشت. او اظهار داشت که می‌توان از روی مقدار شوری آب اقیانوس‌ها سن زمین را محاسبه کرد. در ضمن به اثبات تو خالی بودن زمین پرداخت. هالی در سال ۱۶۹۲ اعلام کرد که انسان در خارجی‌ترین لایه از سه لایه مرکزی که همراه یک هسته داخلی سازنده زمین است، زندگی می‌کند. طبق این محاسبه‌ها حدود چهل درصد درون زمین چیزی ندارد و فضای خالی می‌باشد. اشتباه هالی از آن جا ناشی شد که وی برای چگالی کلی زمین از عدد غلط استفاده کرد و به این دلیل به چنین نتیجه‌ای رسید که زمین در تمام بخش‌های خود تو خالی است. البته دانشمندان بعد از هالی نظریه او را تصحیح کردند و به شناسایی لایه‌های زمین پرداختند.

## دو دوست صمیمی
هالی در سال ۱۶۷۸ اسحاق نیوتن را متقاعد و راضی ساخت تا یافته‌هایش را تحت عنوان اصول ریاضی فلسفه طبیعی به چاپ برساند. این کتاب دربرگیرنده جزییاتی در مورد نحوهٔ محاسبهٔ مدار چرخشی دنباله‌دار ۱۶۸۰ بود. هالی از روش نیوتن برای محاسبه مدار دنباله‌دارها استفاده کرد. از این رو هالی معروف شد و بر سر زبان‌ها افتاد. او تجربه دوستی با نیوتن را ارزشمند می‌دانست و از نیوتن آموخته‌های زیادی را کسب کرد.
هالی به دلیل علاقه به ریاضیات و آمار، مسئولیت جدول‌های آماری مرگ و میر و زاد و ولد در انگلیس را به دست گرفت و با ارائه اصولی برای محاسبه بیمه‌های عمر و مستمری سالانه، خدمت بزرگی به دولت کرد. دولت سلطنتی نیز وی را به مقام ناظر مالی انجمن سلطنتی منصوب کرد. هالی دو سال در این منصب به کار مشغول شد. بار دیگر هوای ماجراجویی و سفر با کشتی به سرش زد؛ لذا در ۱۹ اوت ۱۶۹۸ فرماندهی کشتی پارامور متعلق به نیروی دریایی سلطنتی را به عهده گرفت و سفر دریایی‌اش به روی آب‌های اقیانوس اطلس دو سال به طول انجامید. او نوسانات مغناطیسی را اندازه گرفت و نمودارهای اقیانوسی را با دقت تمام رسم کرد. این نمودارها و اطلاعات بعدها مورد استفاده ملاحان و ناخداهای کشتی‌های دریایی قرار گرفت. در زمانی که هالی در سفر دریایی به سر می‌برد پسر بزرگش بر اثر تب حصبه که آن دوران شایع بود جان خود را از دست داد و غم سنگینی را بر قلب هالی و همسرش گذاشت.

## پیش‌بینی بازگشت
هالی مردی فعال و بااراده بود. او هم‌زمان در چند جای مختلف کار می‌کرد. دولت از وی می‌خواست که به مأموریت‌های دیپلماتیک به تمام اروپا سفر کند تا از دانشگاه‌های دیگر کشورها بازدید داشته باشد.
در هشت ژانویه ۱۷۰۴ هالی به عنوان استاد ریاضیات و هندسه در دانشگاه آکسفورد منصوب شد و تا پایان عمرش در این مقام باقی ماند و یک سال بعد دربارهٔ یافته‌ها و تحقیقاتش در مورد ستاره‌های دنباله‌دار کتابی نوشت و بازگشت یک ستاره دنباله‌دار را در سال ۱۷۵۸ پیش‌بینی کرد. در سوم نوامبر ۱۷۱۳ دبیرکل انجمن سلطنتی لندن شد و بعد عنوان ستاره‌شناس سلطنتی را از آن خود کرد و در رصدخانه سلطنتی واقع در گرینویچ تا پایان عمر ساکن شد. او در آن جا مشاهدات دقیق و منظمی از حرکات ماه در یک چرخه چند ساله داشت. ادموند هالی این دانشمند ریاضیدان و ستاره‌شناس و زمین‌شناس در ۱۴ ژانویه ۱۷۴۲ در گرینویچ به علت کهولت و ضعف جسمانی، زندگی را بدرود گفت.
چند سال بعد همه مقالات دانشگاهی وی توسط پسر کوچکش به صورت کتابی به چاپ رسید و مورد استفاده دانشجویان رشته ریاضیات، نجوم و زمین‌شناسی دانشگاه آکسفورد قرار گرفت.
اکنون نیز به یاد ادموند هالی، ستاره دنباله دار، حفره‌ها، کوه‌های ماه و مریخ و ایستگاه تحقیقاتی در قطب جنوب را به نام او گذاشته‌اند.